# William J. Borucki

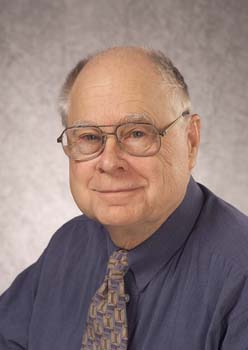
William J. Borucki

William J. Borucki (* 1939 in Chicago) ist ein US-amerikanischer ehemaliger Weltraumforscher, der am NASA Ames Research Center tätig war. Seine wissenschaftliche Karriere begann er 1962 mit der Entwicklung des Hitzeschildes für das Raumschiff des Apollo-Programms. Sein späterer Forschungsschwerpunkt lag in der Erforschung des optischen Wirkungsgrades von Blitzen in der Atmosphäre und deren Potential zur Entstehung organischer Moleküle aus anorganischen Molekülen (Abiogenese). Borucki beschäftigt sich außerdem mit extrasolaren Planeten und deren Entdeckung, speziell mit Hilfe der Transitmethode. Im Zuge dessen wurde Borucki zum wissenschaftlichen Projektleiter der NASA Kepler-Mission ernannt. Diese Mission wurde am 6. März 2009 gestartet und hatte die Suche nach potentiell bewohnbaren extrasolaren Planeten zum Ziel. Für seine Errungenschaften bei der Kepler-Mission wurde Borucki mit zahlreichen Preisen ausgezeichnet.

## Ausbildung und Karriere

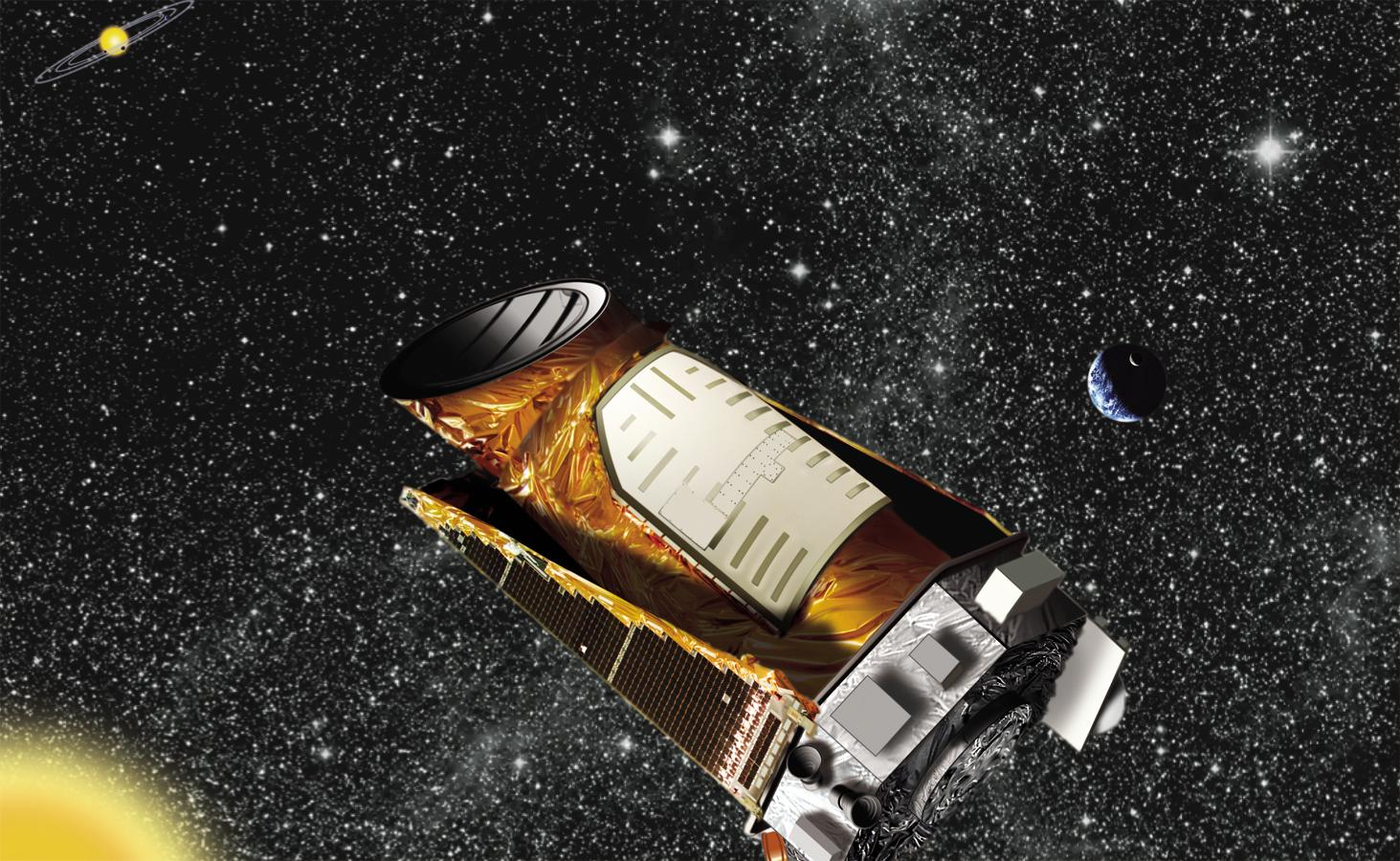
Borucki initiierte die Entwicklung des Kepler-Weltraumteleskops

William Borucki schloss im Jahr 1962 sein Physikstudium an der University of Wisconsin–Madison ab. Danach startete er mit der Entwicklung des Hitzeschildes für das Apollo-Programm, um das Raumschiff und seine Insassen beim Wiedereintritt in die Atmosphäre vor der entwickelten Hitze zu schützen. Nach der erfolgreichen Mondlandung begann er im Jahr 1972 mit der Entwicklung photochemischer Modelle der Erdatmosphäre und -stratosphäre um die Auswirkungen von Stickstoffmonoxid- und FKW-Emissionen auf die Ozonschicht der Erde zu ermitteln. Nach seiner Tätigkeit für das Apollo-Programm studierte Borucki Meteorologie an der San José State University. Nach Ende seines Meteorologiestudiums im Jahr 1982 begann er bei der NASA mit seiner Forschungstätigkeit über die Bedeutung von Blitzen für die Entstehung abiogenetischer Moleküle in der Atmosphäre. Er beteiligte sich zudem an der Erforschung der Blitzhäufigkeit und -verteilung anderer Planeten.
Ab dem Jahr 1984 fokussierte sich Borucki auf die Beobachtung extrasolarer erdgroßer Planeten mit Hilfe der Transitmethode. Diese Beobachtungen umfassten die periodische Verdunkelung eines Sterns, die durch das Vorbeiziehen eines Planeten entlang seiner Umlaufbahn an einem Stern hervorgerufen wird. Im selben Jahr sowie im Jahr 1987 organisierte Borucki wissenschaftliche Workshops, die zum Ziel hatten, die Methodenentwicklung für die transitbasierte Exoplanetendetektierung voranzutreiben. Zusammen mit dem National Institute of Standards and Technology wurden Photometer mit einer ausreichenden Sensitivität entwickelt. Am Lick-Observatorium stellte Borucki jene Methoden vor, die notwendig waren, um extrasolare Planeten mittels der Transitmethode zu bestimmen. Zu diesem Zweck legte er einen Machbarkeitsnachweis für ein bodenbetriebenes Teleskop vor.
Im Jahr 2009 wurde Borucki von der NASA zum wissenschaftlichen Projektleiter für die Kepler-Mission ernannt. Mit diesem Weltraumteleskop, das im März 2009 gestartet wurde, sollte die Häufigkeit erdgroßer Planeten in der bewohnbaren Zone um sonnenähnliche Sterne ermittelt werden. Bis zum Ende der Kepler-Mission im Oktober 2018 wurden damit über 2600 Exoplaneten entdeckt. Im Juni 2013 feierte William Borucki sein 50-jähriges Jubiläum seit Eintritt in die NASA, im Juli 2015 ging er in den Ruhestand.

## Ehrungen
Für seine Errungenschaften hat Borucki zahlreiche Auszeichnungen erhalten, darunter den NASA Systems Engineering Excellence Award im Jahr 2010, den Lancelot M. Berkeley Prize im Jahr 2011, den George W. Goddard Award im Jahr 2012 und im Jahr 2013 schließlich die prestigeträchtige Henry-Draper-Medaille. Letztere Auszeichnung wurde folgendermaßen begründet:

“For his founding concept, unflagging advocacy, and visionary leadership during the development of NASA's Kepler mission, which has uncovered myriad planets and solar systems with unforeseen and surprising properties.”

„Für seinen Gründungsgedanken, seine unverdrossene Fürsprache und visionäre Führung während der Kepler-Mission der NASA, die eine Vielzahl von Planeten und Sonnensystemen mit unvorhergesehenen und überraschenden Eigenschaften entdeckt hat.“

Im Jahre 2015 erhielt er den Shaw Prize für Astronomie. Für 2016 wurde ihm der Bower Award and Prize for Achievement in Science zugesprochen. Im selben Jahr wurde er Fellow der American Association for the Advancement of Science. 2017 wurde er in die American Academy of Arts and Sciences gewählt, 2020 in die National Academy of Sciences.

## Publikationen
- J. Blomme, J. Debosscher, J. De Ridder, C. Aerts, R. L. Gilliland, J. Christensen-Dalsgaard, H. Kjeldsen, T. M. Brown, W. J. Borucki, D. Koch u. a.: Automated classification of variable stars in the asteroseismology program of the kepler space mission. In: Astrophysical Journal Letters. Band 713, 2010, S. L204–L207. doi:10.1088/2041-8205/713/2/L204
- W. J. Borucki, D. Koch, G. Basri, N. Batalha, T. Brown, D. Caldwell, J. Caldwell, J. Christensen-Dalsgaard, W. D. Cochran, E. Devore u. a.: Kepler planet-detection mission: Introduction and first results. In: Science. Band 327, 2010, S. 977–980. doi:10.1126/science.1185402
- W. J. Borucki, D. G. Koch, G. Basri, N. Batalha, T. M. Brown, S. T. Bryson, D. Caldwell, J. Christensen-Dalsgaard, W. D. Cochran, E. DeVore u. a.: Characteristics of planetary candidates observed by Kepler. II. Analysis of the first four months of data. In: Astrophysical Journal. Band 736, Nr. 1, 2011. doi:10.1088/0004-637X/736/1/19
- W. J. Chaplin, H. Kjeldsen, T. R. Bedding, J. Christensen-Dalsgaard, R. L. Gilliland, S. D. Kawaler, T. Appourchaux, Y. Elsworth, R. A. García, G. Houdek u. a.: Predicting the detectability of oscillations in solar-type stars observed by Kepler. In: Astrophysical Journal. Band 732, Nr. 1, 2011. doi:10.1088/0004-637X/732/1/54
- L. R. Doyle, J. A. Carter, D. C. Fabrycky, R. W. Slawson, S. B. Howell, J. N. Winn, J. A. Orosz, A. Přsa, W. F. Welsh, S. N. Quinn u. a.: Kepler-16: A transiting circumbinary planet. In: Science. Band 333, 2011, S. 1602–1606. doi:10.1126/science.1210923
- M. Fulchignoni, F. Ferri, F. Angrilli, A. J. Ball, A. Bar-Nun, M. A. Barucci, C. Bettanini, G. Bianchini, W. Borucki, G. Colombatti u. a.: In situ measurements of the physical characteristics of Titan’s environment. In: Nature. Band 438, 2005, S. 785–791. doi:10.1038/nature04314
- R. L. Gilliland, T. M. Brown, J. Christensen-Dalsgaard, H. Kjeldsen, C. Aerts, T. Appourchaux, S. Basu, T. R. Bedding, W. J. Chaplin, M. S. Cunha u. a.: Kepler asteroseismology program: Introduction and first results. In: Publications of the Astronomical Society of the Pacific. Band 122, 2010, S. 131–143. doi:10.1086/650399
- S. Hekker, J. Debosscher, D. Huber, M. G. Hidas, J. De Ridder, C. Aerts, D. Stello, T. R. Bedding, R. L. Gilliland, J. Christensen-Dalsgaard u. a.: Discovery of a red giant with solar-like oscillations in an eclipsing binary system from kepler space-based photometry. In: Astrophysical Journal Letters. 713, 2010, S. L187–L191. doi:10.1088/2041-8205/713/2/L187
- M. J. Holman, D. C. Fabrycky, D. Ragozzine, E. B. Ford, J. H. Steffen, W. F. Welsh, J. J. Lissauer, D. W. Latham, G. W. Marcy, L. M. Walkowicz u. a.: Kepler-9: A system of multiple planets transiting a sun-like star, confirmed by timing variations. In: Science. Band 330, 2010, S. 51–54. doi:10.1126/science.1195778
- J. M. Jenkins, D. A. Caldwell, H. Chandrasekaran, J. D. Twicken, S. T. Bryson, E. V. Quintana, B. D. Clarke, J. Li, C. Allen, P. Tenenbaum u. a.: Initial characteristics of kepler long cadence data for detecting transiting planets. In: Astrophysical Journal Letters. Band 713, 2010, S. L120–L125. doi:10.1088/2041-8205/713/2/L120
- D. Koch, W. Borucki, L. Webster, E. Dunham, J. Jenkins, J. Marriott, H. Reitsema: Kepler: A space mission to detect earth-class exoplanets. 1998, S. 599–607. doi:10.1117/12.324482
- D. G. Koch, W. J. Borucki, G. Basri, N. M. Batalha, T. M. Brown, D. Caldwell, J. Christensen-Dalsgaard, W. D. Cochran, E. Devore, E. W. Dunham u. a.: Kepler mission design, realized photometric performance, and early science. In: Astrophysical Journal Letters. 713, 2010, S. L79–L86. doi:10.1088/2041-8205/713/2/L79
- J. J. Lissauer, D. C. Fabrycky, E. B. Ford, W. J. Borucki, F. Fressin, G. W. Marcy, J. A. Orosz, J. F. Rowe, G. Torres, W. F. Welsh u. a.: A closely packed system of low-mass, low-density planets transiting Kepler-11. In: Nature. Band 470, 2011, S. 53–58. doi:10.1038/nature09760